# 피아노 협주곡 2번 (브람스)
피아노 협주곡 2번 내림나장조 작품번호 83은 요하네스 브람스의 작품이다. 피아노 협주곡 1번 (브람스)(de)을 만든지 22년 후에 만든 곡이다. 스승 에두아르트 마르크센(de)에게 바친 곡이며, 1881년 11월 9일 부다페스트에서 초연했다.

## 악기 편성
플룻 2, 오보에 2, 클라리넷 (Bb) 2, 바순 2, 호른 4, 트럼펫 (Bb) 2, 팀파니, 현.
독특하게 트럼펫과 팀파니는 1악장과 2악장에서만 사용된다.

## 구성
3악장으로 이루어진 고전주의, 낭만주의 시대의 일반적인 협주곡과는 달리 4악장으로 이루어져 있다.
- Allegro non troppo (내림나장조)
- Allegro appassionato (라단조)
- Andante (내림나장조/올림바장조)
- Allegretto grazioso (내림나장조)